# The Exchange Telegraph Company

The Exchange Telegraph Company est une agence de presse et une compagnie de télégraphe, créée en mars 1872. Elle deviendra plus tard la firme d'analyse financière Extel, rachetée par United Newspapers en 1987 puis par le Financial Times en 1993, à la base d'AFX News, une coentreprise développée en 1991 avec l'Agence France-Presse et acquise en 2007 par le groupe canadien Thomson.

## Histoire
Alors qu'un premier câble télégraphique transatlantique est entré en fonction en 1866 mais peine à suffire à la demande, la société est créée six ans plus tard pour déployer un autre câble transatlantique, par Sir James Anderson, ex-capitaine du "Great Eastern", qui avait installé le premier câble opérationnel en 1866, et l'américain George Baker Field. Le Comtelburo a été fondé en 1869 par le journaliste John Jones. 
La fondation de The Exchange Telegraph Company profite d'un contexte politique porteur, qui a permis en 1868 la création de la Press Association britannique, en réaction aux abus des compagnies de télégraphe. Le texte de loi du Telegraph Act de 1869 prévoit un accès privilégié pour les agences de presse au télégraphe et que les tarifs doivent être aménagés pour favoriser leur activité. 
Le texte veut encourager une couverture complète des événements, avec des tarifs dégressifs en fonction de la durée de la transmission, pour ne pas limiter le marché de l'information aux seules annonces officielles et autres "coups de communication". L'anecdote veut que ces avantages réservés aux agences d'information aient été prévus par William Ewart Gladstone, premier ministre britannique de 1868 à 1874, qui avait la réputation de parler lentement, mais dont les discours étaient décortiqués avec attention.
La loi de 1869 nationalise les compagnies de télégraphe, impopulaires en raison de leur tarifs élevés. L'année de sa promulgation, le Comtelburo est fondé par le journaliste John Jones dans sa ville de Liverpool, pour diffuser des nouvelles sur le coton. Quelques années avant, la Guerre de Sécession a produit des effets explosifs sur les cours du coton, des négociants européens jugent plus sécurisant de passer au Marché à terme
.
C'est d'abord le marché à terme du coton de Londres en 1864, puis le New York Cotton Exchange, marché à terme sur le coton, fondé dans la ville éponyme par un groupe de cent marchands de coton en 1870. Le New Orleans Cotton Exchange est la foulée créé en Louisiane, en 1871 et la Bourse du Coton de Memphis fondée en 1874, dans le sillage de la croissance du marché du coton à Memphis, dans le Tennessee. Le marché à terme sur le coton de la Bourse de Brême en 1872  suit le marché à terme du coton lancé en 1871 dans la Bourse de commerce du Havre. Plus généralement, Les effets de la Guerre de Sécession ont développé ces marchés, ainsi que ceux de l'or et des céréales.